# Cristiada (película)
Cristiada es una película mexicana dramática e histórica, dirigida por Dean Wright y escrita por Michael James Love.  
Está basada en hechos reales de la Guerra Cristera (1926-1929), una rebelión ante la persecución del gobierno mexicano hacia la Iglesia católica en la década de 1920, aunque tiene ciertas diferencias respecto a la realidad histórica y que son importantes, por ejemplo, el general Enrique Gorostieta nunca conoció a José Sánchez del Río. La muerte de los personajes mostrada en la película se distancia bastante de la realidad histórica.[cita requerida]
Fue el debut de Wright como director, quien es un conocido realizador de efectos visuales en películas como  El señor de los anillos. Las dos torres (2002) y El señor de los anillos. El retorno del rey (2003).
El productor de la cinta Cristiada, Pablo José Barroso, aseguró que la película es totalmente mexicana; sin embargo fue filmada en inglés, con la finalidad de que se exhibiera en todo el mundo: el idioma y el elenco de nivel internacional tendieron a facilitar su ingreso en el mercado cinematográfico. El costo de Cristiada alcanzó los 110 millones de pesos confirmados por su productor, esto la hacen la película más costosa en la historia del cine mexicano, superando así el costo de Arráncame la vida (2008), que fue de 6,5 millones de dólares (85 millones de pesos).

## Argumento
La película comienza con títulos de pantalla que describen las disposiciones anticatólicas de la Constitución de México de 1917. La guerra civil estalla cuando el recién elegido presidente mexicano Plutarco Elías Calles (Rubén Blades) inicia una violenta represión contra los fieles católicos del país. La película describe la carnicería mostrando iglesias incendiadas, sacerdotes católicos asesinados e innumerables campesinos fieles asesinados y sus cuerpos colgados públicamente en postes de telégrafo como advertencia para los demás.
La historia cambia al padre Christopher (Peter O'Toole), un sacerdote católico, que es asesinado sin piedad por los federales. Un niño de 13 años, José Luis Sánchez (Mauricio Kuri), es testigo del asesinato. Impulsado por el amor a su Fe y la ira contra las injusticias cometidas contra el P. Christopher y la Iglesia en México, se une a los rebeldes, los cristeros ("soldados de Cristo") que luchan contra Calles. Su grito de batalla es " ¡Viva Cristo Rey! " ("Viva Cristo Rey"). El líder rebelde, el general en retiro Enrique Gorostieta (Andy García), un agnóstico, se interesa por el joven José, quien pronto se convierte en su protegido. Mientras luchaba contra los Federales, José es luego capturado en un tiroteo y torturado para obligarlo a renunciar a su creencia en Dios. Cuando defiende resueltamente su fe, es ejecutado. Al año siguiente, Gorostieta muere en una batalla en Jalisco después de convertirse al catolicismo. En 1929, sin embargo, se hicieron acuerdos para restaurar las libertades religiosas.

Bandera de los Cristeros en el filme.

## Reparto
| Actor/Actriz            | Personaje                        |
| ----------------------- | -------------------------------- |
| Andy García             | Enrique Gorostieta Velarde       |
| Eva Longoria            | Tulita                           |
| Peter O'Toole           | Padre Christopher                |
| Bruce Greenwood         | Embajador Dwight Morrow          |
| Eduardo Verástegui      | Anacleto González Flores         |
| Oscar Isaac             | Victoriano "El Catorce" Ramírez  |
| Bruce McGill            | Presidente Calvin Coolidge       |
| Nestor Carbonell        | Alcalde Picazo                   |
| Diego Amozurrutia       | Luis Almeidaz                    |
| Raúl Méndez             | Miguel Gómez Loza                |
| Catalina Sandino Moreno | Adriana                          |
| Santiago Cabrera        | Padre Vega                       |
| Rubén Blades            | Presidente Plutarco Elías Calles |
| Joaquín Garrido         | Ministro Joaquín Amaro Domínguez |
| Adrián Alonso           | Lalo                             |
| J.C Montes-Roldan       | General Aristeo Pedroza          |
| Karyme Lozano           | Doña María del Río               |
| Alma Martínez           | Sra. Vargas                      |
| Andrés Montiel          | Florentino Vargas                |
| Mauricio Kuri           | José Sánchez del Río             |
| Fernanda Urdapilleta    | Sandra                           |
| Cecilia Flores          | Luz María                        |
| Aldo Gallardo           | Joel Rodríguez                   |
| Erika de la Rosa        | Rosaura                          |
| Christian de la Campa   | Carlos Linares                   |
| Ignacio Guadalupe       | Obispo Pascual Díaz              |

## Críticas

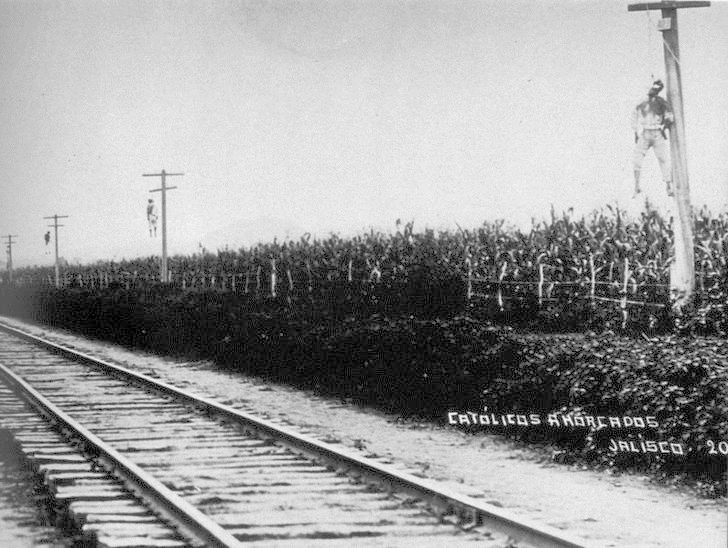
Fotografía de cristeros colgados que fue recreada en el filme.

La película ha recibido críticas diversas. Tiene una calificación de 35% en Metacritic basada en 17 críticos, y una calificación de 18% en Rotten Tomatoes basado en 45 críticas. El último sitio dice lo siguiente: "Tiene aspiraciones loables, pero Cristiada en última instancia, no cumple con sus objetivos debido a un guión atiborrado, personajes delgadamente escritos, y la dramatización excesivamente simplificada de los acontecimientos históricos." 
Roger Ebert del Chicago Sun-Times le dio 2.5 estrellas y comentó, entre otras cosas que "esta bien hecha, sí, pero tiene una visión de túnel tan procatólica que empecé a cuestionar su visión de los acontecimientos."
El crítico de cine Phil Boatwright se refirió a la película como «un convincente, reflexivo homenaje a la libertad religiosa», y señaló: «esta aventura de acción tiene estilo y corazón».
Stephen Holden del The New York Times describió el filme como una película «épica al estilo de Hollywood» y opinó que se comparaba favorablemente con megaéxitos de temas religiosos de la década de 1950 como The Robe. Se mostró satisfecho con la dirección de Dean Wright, como así también con la banda sonora del compositor James Horner: Stephen Holden señaló que confería un «estado anímico de inspiración», y que era «edificante sin ser melosa».